# 3-та армия (Вермахт)
Вижте пояснителната страница за други значения на 3-та армия (Германска империя).
| Вермахт | Вермахт    | Вермахт |
| ------- | ---------- | ------- |
| 2-ра А  | 3-та армия | 4-та А  |

3-та армия (на немски: 3. Armee) е една от армиите на сухопътните войски на Вермахта сформирана по време на Втората световна война.

## История

### Втора световна война
Армията е възобновена отново на 1 септември 1939 г., точно в деня на германското нахлуване в Полша. Командването и поема генерал-полковник Георг фон Кюхлер.
В стартовата фаза на Полската инвазия армията е част от щаба на фелдмаршал Федор фон Бок командващ Група армии „Север“, имаща за цел да се раздели на две части в атаката на Източна Прусия и фелдмаршал Гюнтер фон Клуге командващ 4-та армия, имаща за цел превземането на Полския коридор и навлизането дълбоко в Източна Прусия свързвайки отново двете области.
Една част бива предварително изпратена на юг в Модлин в близост до сливането на река Висла, както и Западен Буг (тази част участва също и в атаките срещу Варшава по-късно), а друга трябва да послужи за пробива през река Нарев и за атаките по река Буг, което да даде възможност на немските части да продължат към Брест-Литовск, където ще се състои парада по случай поделянето на Полша между Нацистка Германия и СССР.
Нападението на Полша стартира с една от частите на 3-та армия, която трябва да се насочи към Полския коридор и да се срещне с 4-та армия, като по този начин да оформят нещо като клещи, с които да обхванат цяла Полша. Двете 3-та и 4-та армия изпълняват своите планове успешно с което Полската кампания завършва под победоносен триумф за немците.
Вследствие Червената армия не остава по назад от германската машина и навлиза от изток през горите на Полша, като ги разгромява с 1 000 000 войника и напредва на запад, където ще се установи срещата по поделянето на Брест-Литовск, въпреки че жертвите са били повече от очакваното.
На 5 ноември 1939 г. само пет седмици след края на инвазията в Полша, армията била разпусната. Тя се превръща в една от първите германски армии от времето на Втората световна война, която била разпусната толкова бързо. Веднага след нея е разпуснат и нейният командир Кюхлер, който станал командир на новосформираната 18-а армия участваща в Западната Кампания през 1940 г. Ръководи армията до 1942 г., когато поема командването на Група армии „Север“ и води сражение при обсадата на Ленинград. На същата година Кюхлер е и възпроизведен в чин фелдмаршал, но през 1944 г. бива свален от командването на групата армии, след постъпилата съветска офанзива.

## Командна част

### Командири
- Фелдмаршал Георг фон Кюхлер (22 септември 1939 – 5 ноември 1939)